# The Pilgrim
The Pilgrim é um filme mudo de 1923, do gênero comédia, escrito, produzido, dirigido e protagonizado por Charles Chaplin. 
É o último filme de Chaplin na First National Pictures e o último em que contracena com Edna Purviance, que depois faria A Woman of Paris na United Artists.

## Sinopse
Um convicto escapa da prisão e, para não ser reconhecido, se livra de seu uniforme de preso e se disfarça de pastor. Ele acaba ficando em uma pequena cidade em que as pessoas acham que ele é realmente um pastor. Sua vida estará prestes a ser ameaçada quando um comparsa seu descobre todo o seu plano.

## Elenco
- Charles Chaplin - Convicto/ Pastor
- Edna Purviance - Senhorita Brown
- Kitty Bradbury - Senhora Brown, Mãe de Edna
- Syd Chaplin - Pai do menino
- Mark Swain - Deacon
- Mai Wells - Mãe do menino
- Dean Reisner - Menino
- Loyal Underwood - Elder
- Charles Reisner - Horward Huntington, Vigarista
- Tom Murray - Xerife Bryan
- Henry Bergman - Xerife no trem/ Homem na estação